# Baray
Un baray è un bacino idrico artificiale caratteristici dei complessi architettonico-urbanistici costruiti nell'epoca dell'Impero Khmer nel Sud-est asiatico. In realtà bacini idrici simili erano presenti già in complessi urbanistici di epoche precedenti, come ad Angkor Borei.
I più conosciuti sono il Baray orientale e quello occidentale, ad Angkor. Il secondo è il maggiore e misura 8 km per 2,2 km. Baray prosciugati o tracce della loro costruzione si ritrovano in tutti i maggiori complessi angkoriani, come Banteay Chhmar, Koh Ker e Prasat Bakan.
Di forma rettangolare, venivano creati erigendo delle dighe, a differenza degli srah che erano risultato di escavazione. Viste anche le modalità di costruzione, la loro profondità è di pochi metri. Nella quasi totalità dei casi l'asse maggiore segue l'orientamento est-ovest caratteristico dei templi angkoriani (fa eccezione ad esempio il Rahal di Koh Ker). A volte ospitavano  un tempio, su un'isola artificiale appositamente costruita al centro. Per questa caratteristica tali templi vengono attualmente chiamati mebon (vedi ad es. il Mebon orientale).
Mentre è dato per certo avessero una funzione religiosa, la loro funzione pratica a scopo irriguo è tuttora dibattuta.